# Алан Перліс
А́лан Джей Пе́рліс (англ. Alan Jay Perlis, 1 квітня 1922 — 7 лютого 1990) — американський вчений в галузі інформатики (комп'ютерних наук), відомий своїми новаторськими роботами з мов програмування і як перший лауреат Премії Тюрінга.

## Біографія
Алан Перліс народився 1 квітня 1922 р. в єврейській сім'ї в Піттсбурзі, Пенсільванія. У 1943 р. здобув ступінь бакалавра хімії в технологічному інституті Карнеґі (зараз Університет Карнегі-Меллон). Під час Другої світової війни Алан Перліс служив в армії США, де зацікавився математикою. Згодом здобув ступені магістра (1949) і доктора філософії (Ph.D.) з математики в Массачусетському технологічному інституті (MIT). Його докторська дисертація мала назву «Інтегральні рівняння. Їх розв'язок методами ітерацій і аналітичного продовження» («On Integral Equations, Their Solution by Iteration and Analytic Continuation»).
У 1982 році Алан Перліс написав статтю «Епіграми про програмування» («Epigrams on Programming») для журналу ACM SIGPLAN, описуючи по одному реченню сутність багатьох речей, котрі він вивчав про програмування за свою кар'єру. Епіграми широко цитуються і по цей день.